# Jarčje Brdo
Jarčje Brdo – wieś w Słowenii, w gminie Gorenja vas-Poljane. W 2018 roku liczyła 24 mieszkańców.